# تلمود

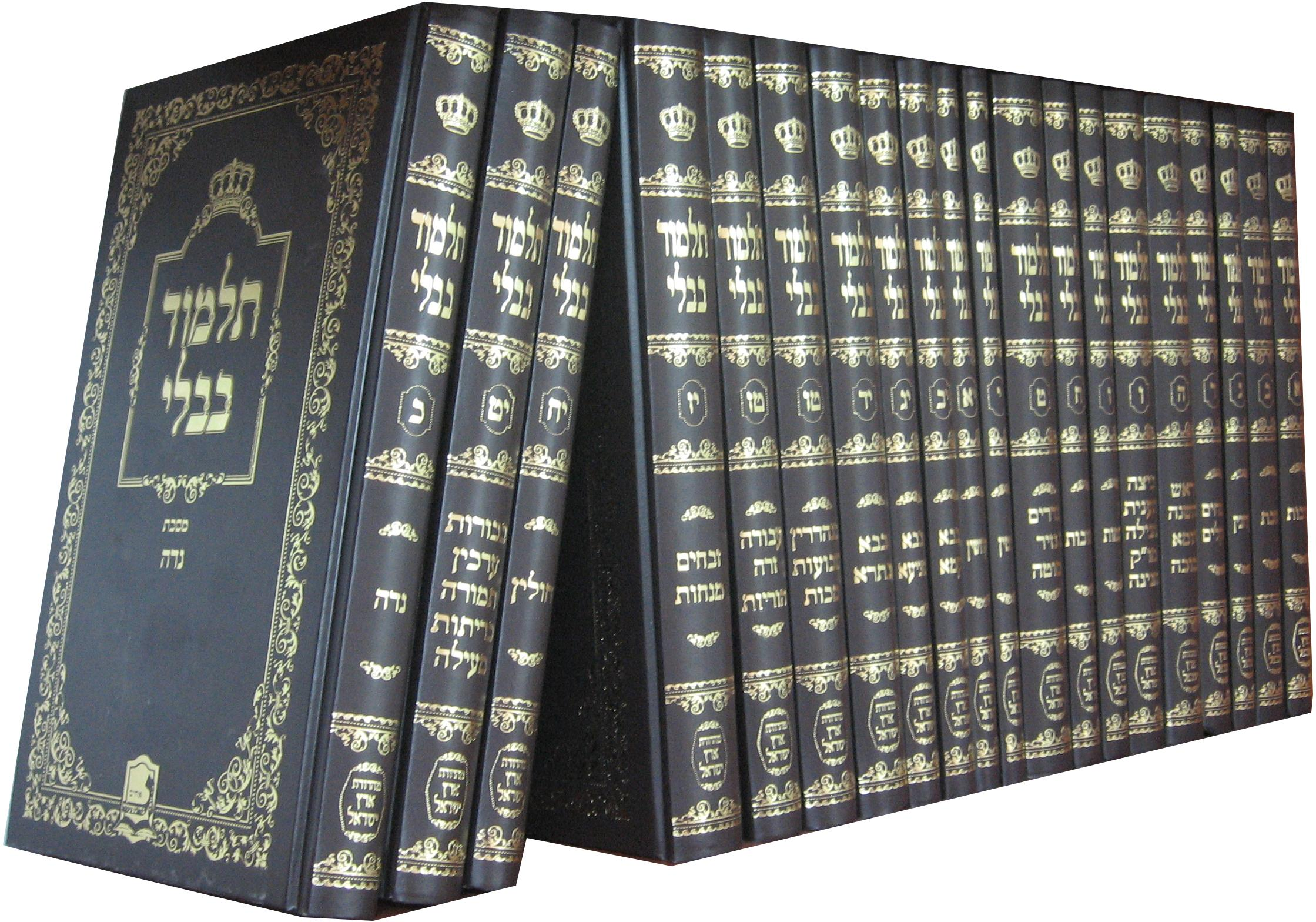
مجلدات کامل تلمود بابلی

تَلْمود (به عبری: תלמוד) به‌معنی آموختن، «تلمّذ» - که از آن به‌عنوان «تورات شفاهی» نیز یاد می‌شود - یکی از کتاب‌های اصلی یهودیت ربانی است. نام دیگر آن به‌صورت سنتی، شاس (ש"ס) است که مخفف شیشا سداریم به‌معنی «شش دفتر» است. نام تلمود، معمولاً اشاره به «تلمود بابِلی» است، بااینکه تلمود دیگری به نام «تلمود اورشلیمی» موجود است که رواج کمتری دارد.

تلمود، دارای دو بخش اصلی است: نخستین بخش میشنا (משנה) نام دارد که در حدود سال ۲۰۰ میلادی تکمیل شده و تفسیر خاخام‌های یهودی بر تورات است که «تورات شفاهی» نامیده می‌شود. بخش دوم گمارا نام دارد که در سال ۵۰۰ میلادی تکمیل شده که شامل نوشتارهای خاخام‌هاست و در بسیاری موارد به مسائلی فراتر از آنچه در تورات اشاره گشته، می‌پردازد. تلمود ممکن است به میشنا، گمارا یا هر دو در یک کتاب گفته شود.

تمامی تلمود از ۶۳ دفتر تشکیل شده و شامل بیش از ۶۲۰۰ صفحه است. زبان آن عبری قدیم و آرامی است. تلمود دارای نظر هزاران خاخام درباره مسائل گوناگون است. این مسائل شامل هلاخا، اخلاق یهودی، فلسفه، سنت‌ها، تاریخ و بسیاری مسائل دیگر هستند. تلمود منبع اصلی قوانین یهودی در یهودیت ربانی است.

## تاریخچه
در آغاز، فقه یهود به‌صورت شفاهی بود. خاخام‌ها درباره تفسیر آیات در عهد عتیق با هم مباحثه می‌کردند. بعد از دومین نابودی معبد اورشلیم در سال ۷۰ میلادی به‌دست تیتوس، امپراتور روم، وضعیت متفاوت گردید. در این زمان، خاخام‌ها باید با واقعیت جدیدی که یهودیت بدون معبد سلیمان بود روبه‌رو می‌شدند، بنابراین فقهای یهود به نوشتن روی آوردند. اولین تفسیر جامع عهد عتیق که بر اساس موضوع - به‌جای ترتیب آیات - گردآوری شده بود، در حدود سال ۲۰۰ میلادی، به دست خاخام یهودا هَناسی در قالب میشنا گردآوری شد.
این تفسیر شفاهی، یک‌دست نبوده و دارای مکاتب گوناگونی بود. دو مکتب اصلی آن، مکتب شماعی و مکتب هیلل می‌باشند. به‌صورت کلی، همه دیدگاه‌های بسیاری از فقها، حتی آن‌هایی که از اهمیت زیادی برخوردار نیستند، در تلمود گردآوری شده است.

## ساختار
۶ بخش اصلی تلمود (سدر) به ۶۰ یا ۶۳ بخش تقسیم شده است. هریک از این بخش‌ها نیز به بخش‌های کوچکتری تقسیم شده که نهایتاً ۵۱۷ بخش می‌گردد. نامگذاری این بخش‌ها معمولاً به‌صورت ترکیبی از حروف عبری و اعداد است.

### میشنا
میشنا یک مجموعه از بحث‌ها و دیدگاه‌های گوناگون است. جملات میشنا معمولاً نظرات خاخام‌های مختلف در مورد مباحث مختلف است. خاخامهایی که میشنا را گردآوری کردند به نام تاناییم شناخته می‌شوند.

میشنا بر اساس موضوع و نه ترتیب آیات گردآوری شده است. ساختار میشنا زیربنای ساختار تلمود قرار گرفت؛ ولیکن ترتیب میشنا و تلمود لزوماً یکسان نبوده و بعضی فصل‌ها دارای معادل در تلمود نیستند.

شش بخش میشنا عبارتند از: زراعیم (זרעים) (دانه‌ها)، موعد (מועד) (جشنها)، نشیم (נשים) (زنان)، نزاکین (נזיקין) (ضررها)، کداشیم (קדשים) (مقدسات) و طهورت (טהרות) (پاکیزگیها).

### بخش‌های میشنا
| ۱ زراعیم - برخوت - پیاه - دمای - کیلائیم - شویت - تروموت - معاسروت - معاسر شانی - چلاه - اورلاه - بیکوریم | ۲ موعدیم - شبات - اروین - پساخیم - شکالیم - یوما - سوکوت - بتزا - روش هشانا - تعانیت - مگیلا - موعد کتان - چگیگا | ۳ نشیم - یباموت - کتوبوت - نداریم - نذیر - سوتا - گیتین - کیدوشین |

| ۴ نزاکین - باوا کارما - باوا متزیا - باوا ماترا - سنهدرین - مکوت - شبوت - ادویوت - آوودا زارا - پیرکه آووت - حرایوت | ۵ کداشیم - زواخیم - مناخوت - چولین - بشوروت - آراخین - تمورا - کریتوت - معیلا - تمید - میدوت - کینیم | ۶ طهورت - کلیم - اوهالوت - نگائیم - پراه - طهورت - میکوائوت - نیدا - مشیریم - زبائیم - تبول یوم - یدائیم - اوکتزیم |

### گمارا
در طول سه سده پس از نوشتن میشنا، خاخام‌های فلسطین و بابل درباره آن به مباحثه و گفتگو پرداختند. نتیجهٔ این بحث‌ها در گمارا ثبت شده است که در عبری به‌معنی تکمیل شدن یا یادگیری است. گمارا به‌طورکلی به تفسیر بهتر دیدگاه‌های تاناییم می‌پردازد. خاخام‌های گمارا، آمورائیم نام دارند.

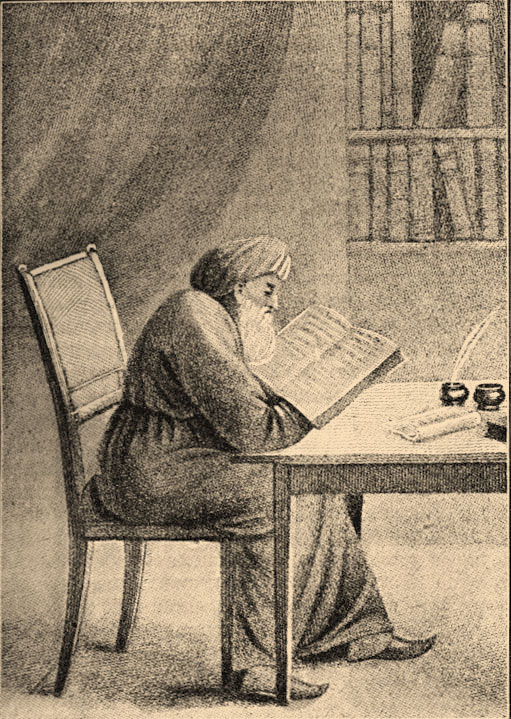
ربی اسحاق الفاسی که یکی از مهم‌ترین تفسیرها بر تلمود را نوشت.

## نسخه‌های گوناگون
در جریان تألیف گمارا، دو مرکز اصلی برای فقه یهود وجود داشت: سرزمین فلسطین و بابل. بر بنیاد این دو مرکز، دو تلمود مختلف شکل گرفت. نسخه کهن‌تر، تلمود اورشلیمی نام دارد که در قرن چهارم تألیف شده است. نسخه دیگر، تلمود بابلی نام دارد که در حدود سال ۵۰۰ بعد از میلاد تألیف شده است، با این همه پس از آن نیز ویرایش شده است. معمولاً در زمان حاضر، وقتی لغت تلمود استعمال می‌شود، منظور تلمود بابلی است.

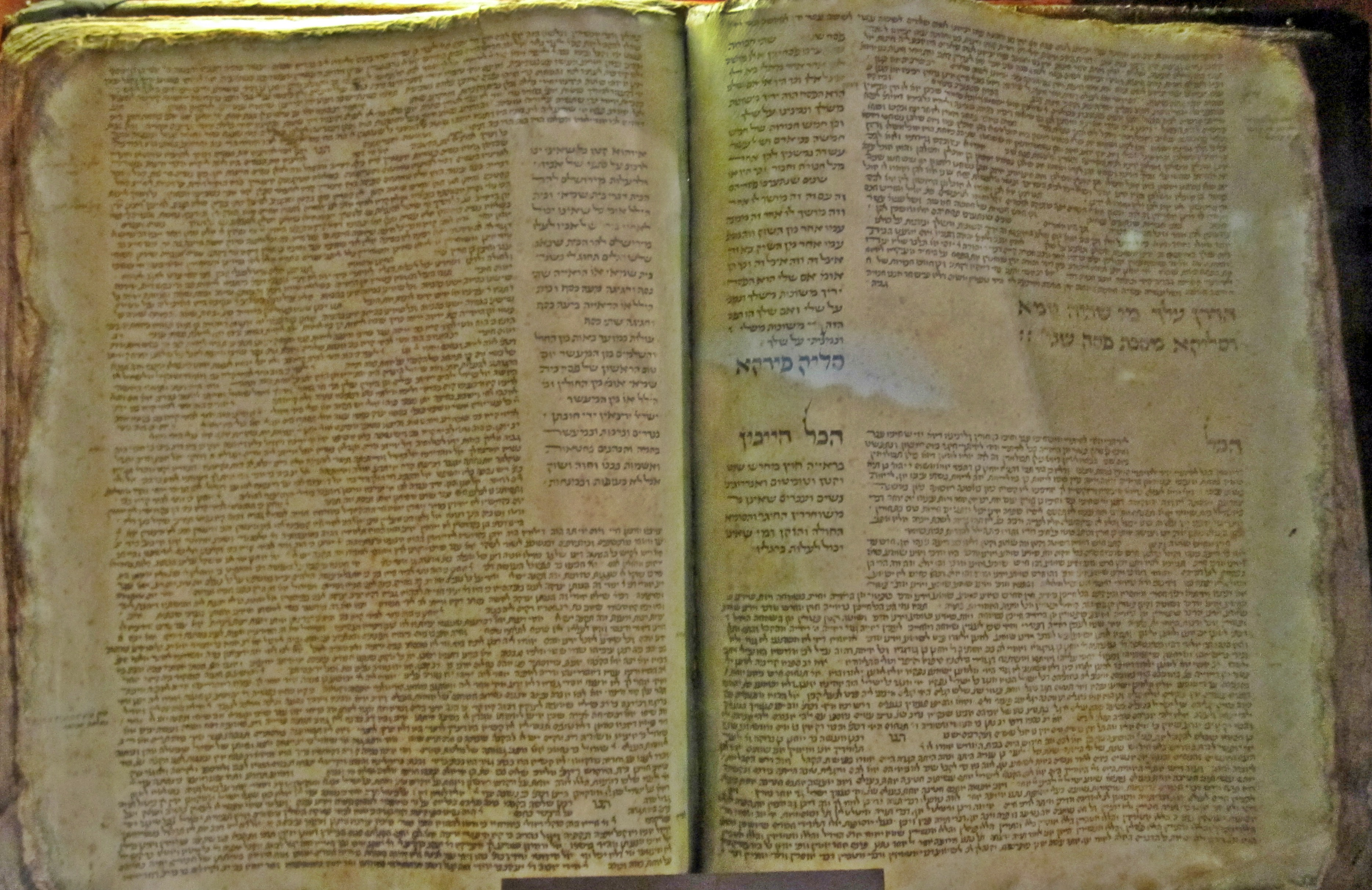
کهن‌ترین نسخه تلمود بابلی چاپ شده در سال ۱۳۴۲ میلادی.

### تلمود اورشلیمی
تلمود اورشلیمی که به تلمود فلسطینی نیز نامدار است، فقه یهودی است که پیش از تألیف این کتاب سده‌ها در سرزمین فلسطین به‌طور شفاهی منتقل می‌گردیده است. این تلمود بیشتر به زبان آرامی غربی نوشته شده که متفاوت از تلمود بابلی است.

### تلمود بابلی
تلمود بابلی مجموعهٔ گردآوری‌شده میان سده‌های ۳ تا ۵ میلادی است. مراکز مهم فقه یهودی در این زمان در عراق کنونی (غرب ایران ساسانی) قرار داشتند.
تلمود بابِلی به‌صورت مجموعه‌ای از میشنا به زبان عبری قدیم و گمارا که به زبان آرامی نوشته شده است می‌باشد. دلیل این تفاوت زبانی، فاصله زمانی طولانی میان تألیف این دو بخش است. در زمان تاناییم، زبان مورد استفاده یهودیان عبری بود، درحالی‌که در زمان آموریم، زبان به‌کاررفته آرامی بود. عبری برای کتاب‌های مذهبی کمتر استفاده می‌شد.

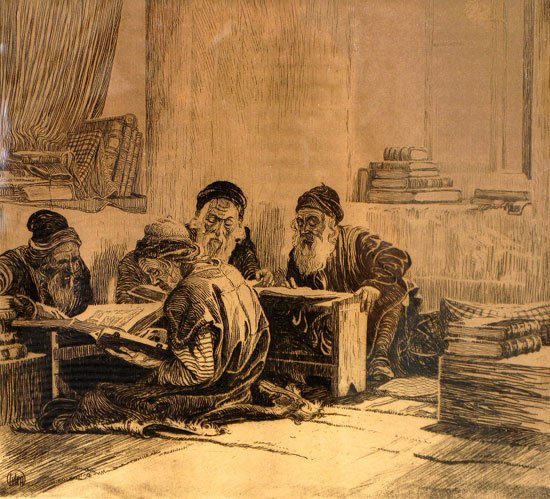
شاگردان درحال مطالعهٔ تلمود، نقاشی بهدست افرایم موزس لیلین

### تفاوت‌های تلمود بابلی و اورشلیمی
تفاوت‌های زیادی بین دو نسخهٔ تلمود وجود دارد. زبان مورد استفاده در تلمود اورشلیمی آرامی غربی است که متفاوت از آرامی به‌کاررفته در تلمود بابلی است. تلمود اورشلیمی معمولاً تکه‌تکه بوده و برای مطالعه بسیار مشکل است حتی برای کسانی که در تلمود بابلی تبحر دارند. قوانین یادشده در دو نسخه تلمود تقریباً یکسان است با کمی تفاوت در مسائل جزئی. تلمود اورشلیمی مورد توجه تفسیرگران قرار نگرفت و از این رو بیشتر تفاسیر در مورد آن مرتبط با مقایسه آن با تلمود بابلی است. تلمود بابلی نظر خاخام‌های منطقهٔ اسرائیل و خاخام‌های بابِل را ذکر می‌کند ولیکن تلمود اورشلیمی به دیدگاه خاخام‌های بابِلی بی‌توجه است؛ ولیکن به‌دلیل اینکه تلمود اورشلیمی زودتر از تلمود بابلی تکمیل و تهیه شده است احتمالاً نظر آن شبیه‌تر به نظر واقعی خاخام‌های آمورائیم می‌باشد.
تلمود بابلی پراهمیت‌تر از تلمود اورشلیمی در تاریخ یهود بوده است. دلیل این امر آن است که قدرت خاخام‌های فلسطین در گذر زمان کم شد و قدرت خاخام‌های بابِلی زیاد گردید.

## چاپ

### نسخه ۱۵۲۳
اولین نسخه تلمود در سال ۱۵۲۳ در ونیز به‌دست دانیل بومبرگ چاپ شد. این نسخه علاوه بر میشنا و گمارا، دارای تفسیرهای راشی و تسوفت نیز بود. نسخه بومبرگ، نسخه کامل بدون سانسور است.

### نسخه ۱۶۴۵
امانوئل بنونیسته در سال ۱۶۴۵ تلمود را در آمستردام چاپ کرد؛ ولیکن این نسخه دارای غلط‌های زیادی به‌واسطه سانسور می‌باشد.

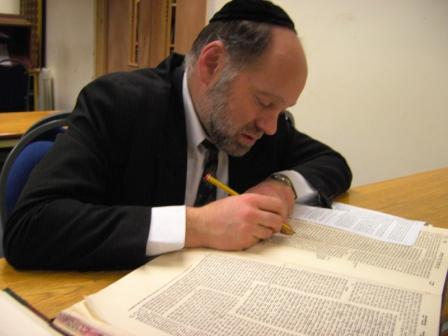
یک فرد یهودی در حال مطالعه تلمود.

### نسخه ویلنا، ۱۸۳۵
نسخه‌ای از تلمود که به‌دست برادران زاپیرا در سال ۱۷۹۵ چاپ شد توسط بسیاری از فقهای حسیدی تشویق گردید. در سال ۱۸۳۵، نسخه دیگری از سوی مناخیم روم در ویلنا چاپ شد. این نسخه، معمولاً در چاپ‌های جدیدتر به‌عنوان منبع اصلی، استفاده می‌شد.

### گلدشمیت و نسخه آلمانی
لازاروس گلدشمیت در سال ۱۸۹۷ نسخه بدون سانسوری از تلمود بابلی را به زبان آلمانی چاپ کرد.
نسخه‌های گوناگون تلمود بعضاً دارای تفاوت‌هایی با یکدیگر به دلیل اشتباهات یا سانسور بعضی بخش‌ها می‌باشند.

### نسخ انتقادی
در سده بیستم نسخ تلمود با توجه دانشگاهیان روبرو شده است.
- در اوایل قرن بیستم ناتان ربینویتز مجموعه‌ای به نام دیکدوک سوفریم چاپ کرد که در آن تفاوت‌های چاپ‌های مختلف تلمود را مقایسه نمود.
- مناخیم مندل کاشر در سال ۱۹۶۰ مجموعه‌ای به نام گمارا شلاما چاپ کرد که نسخ مختلف را به دقت مقایسه می‌کرد. این مجموعه به دلیل مرگ وی ناتمام ماند.
- انستیتو تلمود کامل اسرائیلی ۱۳ جلد کتاب مانند ربینویتز چاپ کرده که تمامی تفاوت‌ها را مقایسه نموده است.

این نسخ معمولاً تنها بخشی از تلمود هستند و هیچ نسخه کاملی از تلمود برای مقایسه تمامی تفاوت‌ها وجود ندارد.

### نسخ برای عامهٔ مردم
بعضی نسخ جدید تلمود تلاش کردند آن را به همه مردم عرضه کنند از جمله:
- تلمود اشتاینسالتز، که دارای تلفظ و توضیح کامل و ترجمه است. تلمود اشتاینسالتز در دو ویرایش است، ویرایش اول به فرمت گائون‌ها به‌صورت سنتی است و ویرایش دوم بدون گائون است. این تلمود به زبان‌های عبری، انگلیسی، فرانسه، روسی و چندین زبان دیگر قابل دسترسی است.
- در سال ۲۰۱۲ مؤسسهٔ چاپ کورن اورشلیم نسخهٔ تلمودی به نام تلمود بابِلی جدید کورن چاپ کرد که نسخهٔ جدیدی از تلمود اشتاینسالتز است. این تلمود دارای ترجمه به انگلیسی امروزی به دست ربی آدین اشتاینسالتز است. از این نسخهٔ تلمود به‌شدت استقبال شد و عنوان مهم‌ترین اتفاق یهودیِ آمریکا را به خود گرفت.
- تلمود شوتنستاین، که به‌دست مؤسسه آرت اسکرول در سال ۱۹۹۰ چاپ شده است. این نسخه به‌صورت سنتی گائون است و دارای تفسیر انگلیسی در کنار صفحه می‌باشد.
- نسخهٔ متیوتا، که توسط مؤسسهٔ اوز و-هادار چاپ شده است.
- تلمود ال آم، (تلمود مردم عادی) که در اسرائیل در بین سال‌های ۱۹۶۰ تا ۱۹۸۰ چاپ شده است. تلمود ال آم، دارای متن عبری، ترجمه انگلیسی، و توضیح توسط ربی دکتر آ. اهرمان می‌باشد.

## روش‌های مطالعه تلمود
تلمود از ابتدا تبدیل به یکی از مهم‌ترین کتاب‌های فقه یهودی شد. این بخش کلیات روش‌های مختلف مطالعهٔ تلمود را بیان می‌کند.

### گائونیم
نخستین قسمت‌های تلمود به‌دست گائونیم (۸۰۰ تا ۱۰۰۰ میلادی) نوشته شده است. با اینکه اطلاعات در مورد دورهٔ گائونیم زیاد نیست، مهم‌ترین اطلاعات در مورد این دوره از تفسیرهای گائون‌ها بر تلمود ذکر می‌شود.

### هلاخا
یک بخش مهم از بررسی آکادمیک تلمود به نیاز به ثبات فقه یهودی هلاخا است. بعضی مفسرین قدیمی نظیر ربی اسحاق الفاسی کوشیدند که از میان هزاران دیدگاه گوناگون در تلمود فقه یهودی را استخراج کنند. این اثر بسیار مهم بود و افراد دیگری را تشویق به اقدام به کاری مشابه کرد. یک اثر تأثیرگذار دیگر در این زمینه «موردخای» نام داشت که توسط مردخای بن هیلل نوشته شده بود. اثر سوم مشابه اثر ربی اشر بن یشیل است.
یک حاخام اسپانیایی به نام یعقوب ابن حبیب، کتاب عین یاکوف را نوشت که تمامی مطالب عگیدا را از تلمود استخراج می‌کند.

### تفسیرها
تلمود معمولاً بسیار مشکل است. زبان مورد استفاده در آن دارای بسیاری لغات یونانی و پارسی است که در گذر زمان فراموش شدند. یک بخش مهم از مطالعه تلمود فهمیدن این واژگان مشکل است. بعضی خاخام‌ها نظیر گرشوم بن یهودا و ربینو حنانیل تفسیرهایی بر تلمود عرضه کردند. این تفسیرها متن تلمود را می‌خواند و به خواننده کمک می‌کند که آن را بفهمد. یک اثر مهم دیگر سفر هامفتاح نوشته نسیم گائون است که بخش‌های مختلف تلمود را به دقت توضیح می‌دهد. بهترین تفسیر موجود بر تلمود اثر راشی است که بسیار مفصل و دقیق بوده و از تمامی تلمود است. این اثر معنی دقیق لغات را بیان می‌کند و ساختار منطقی بخش‌های گوناگون را توضیح می‌دهد.

### پیلپول
در قرن‌های ۱۵ و ۱۶ میلادی گونه جدیدی از مطالعه تلمود شکل گرفت. در این نوع مطالعه بحث‌های منطقی بسیار پیچیده برای توضیح نکات ظریف و تناقض‌های تلمود استفاده شده است. این نوع مطالعه پیلپول نام دارد. استفاده از پیلپول (مطالعه دقیق) سعی می‌کند به زمان تلمود بازگشته و نیاز به توانایی ذهنی بالا دارد.

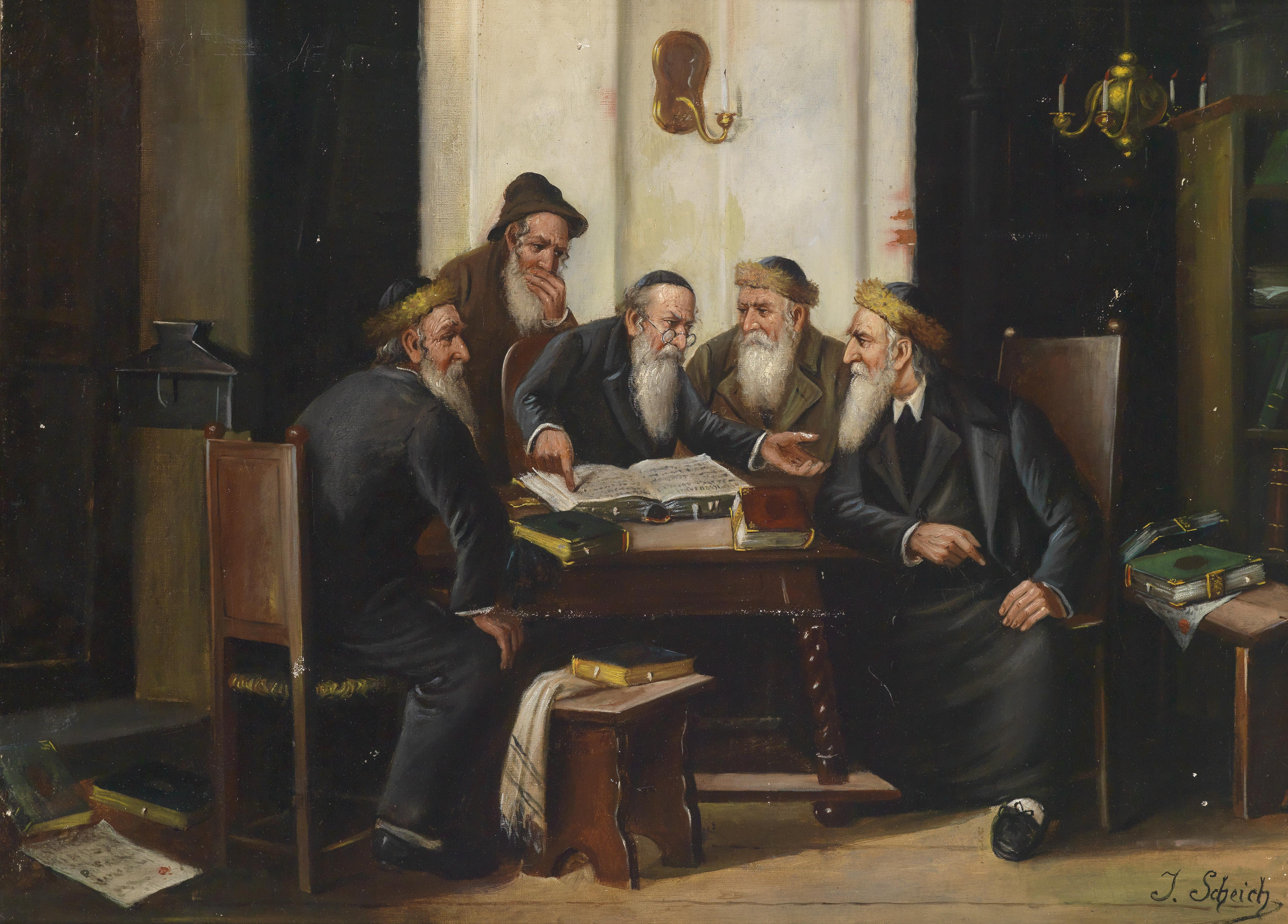
یهودیان در حال مطالعه تلمود به روش پیلپول، نقاشی توسط ج. شیخ.

### روش یهودیانسفاردی
در بین یهودیان سفاردی و ایتالیایی بعضی تلاش کردند که فلسفه ارسطو را به تلمود پیوند بزنند. این روش اولین بار از سوی اسحاق کامپنتون استفاده شد و در کتابی به نام درخی ها-تلمود چاپ شد. این نوع روش همچنین در آثار موسی چایم لوزوتو نیز یافت می‌شود.

### روش بریسکر
در سده ۱۹ روش جدیدی برای مطالعه تلمود شکل گرفت. در این روش که روش بریسکر نامیده می‌شود کوشش برای خلاصه کردن انجام می‌شود و بحث‌های گوناگون بین خاخام‌ها به دسته‌های مختلف تقسیم‌بندی می‌شود.

### در زمان امروزی
در زمان امروزی مطالعات بر روی تلمود ادامه دارد:
- یهودیت ارتدوکس معتقد است که تورات شفاهی به همراه تورات نوشتاری ایجاد شده است. از این رو، یهودیان ارتدوکس مانند سامسون رافائل هیرش و پیروانش مخالف اعمال هرگونه روش تاریخ‌شناختی به متن تلمود هستند؛ ولیکن بعضی یهودیان ارتدوکس مانند دیوید زوی هافمن با این برخورد هیرش مخالفند.
- بعضی پژوهشگران برآنند که داستان‌های روایت شده در تلمود چندین بار دچار تغییرات شدید شده است. از این رو تعیین کردن زمان دقیق نوشته‌شدن آن بسیار مشکل است.
- بعضی محققان معتقدند که تلمود به‌وسیلهٔ چاپ‌های اخیر آن دچار تغییرات شده است ولیکن دارای بخش‌هایی است که می‌توان آن‌ها را تخمین زمانی زد.
- بعضی محققان دیگر معتقدند که بیشتر بخش‌های تلمود همان‌گونه که ذکر شده، اتفاق افتاده است و به‌عنوان مطالعه تاریخ می‌تواند استفاده شود.
- بیشتر مطالعات مدرن سعی می‌کنند که تفاوت نسخه‌های مختلف را هم‌زمان بررسی و آن را تعیین زمانی کنند.
- بعضی افراد کوشیدند که از متون غیرتلمودی برای مطالعهٔ تاریخی تلمود استفاده کنند.

## نقش در یهودیت
تلمود نسخه نوشته شده فقه شفاهی می‌باشد. تلمود به‌عنوان پایهٔ بسیاری قوانین و سنت‌های یهودی مورد استفاده قرار گرفته است. یهودیان ارتدوکس و محافظه کار تلمود را به‌عنوان قانون قبول دارند. در حالی که یهودیان رفرم آن را به‌عنوان قانون قبول ندارند.

### سدوسیان
یهودیان سدوسی گروهی بودند که در زمان معبد دوم می‌زیستند و مهم‌ترین اختلاف آن‌ها با فریسیان این بود که آنان این قوانین شفاهی را قبول نداشتند.

### قرائیم
گروه دیگری از یهودیان که قوانین شفاهی را قبول نداشتند قرائیم بودند. مهم‌ترین اختلاف آن‌ها با بقیه یهودیان در رد تورات شفاهی (تلمود) بود. این دیدگاه مخالف دیدگاه خاخام‌ها بود که می‌گفتند فقه شفاهی به همراه تورات در کوه سینا به موسی منتقل شده است. بعضی گروه‌های دیگر از قرائیم موضع معتدل‌تری داشته و قسمت‌های از تلمود را قبول کرده بودند. در گذر زمان قرائیم از بین رفته و از حدود ۱۰ درصد جمعیت یهودیان به چیزی حدود ۰٫۲ درصد در زمان حاضر تحلیل رفتند.

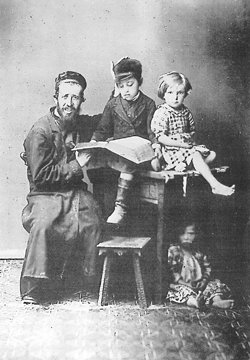
کودک یهودی در حال مطالعه تلمود.

### یهودیت اصلاح‌گر
در یهودیت اصلاحگرا که در قرن ۱۹ شروع به شایع شدن کرد، تلمود دوباره زیر سؤال رفت. تلمود در نظر یهودیان رفرم، یک کتاب قدیمی است که فقط در زمان خود دارای ارزش بوده است. بعضی از یهودیان رفرم نظر مشابهی در مورد تورات نیز دارند و بعضی دیگر دیدگاه‌های نوکارائیسم داشته و تنها عهد عتیق را قبول دارند.

### زمان حاضر
یهودیان ارتدوکس هم‌اکنون نیز اهمیت زیادی برای تلمود در مدارس یشیوا قائل هستند. در بین یهودیان ارتدوکس یادگیری تلمود دارای اهمیت بسیار زیادی بوده و جلسات روزانه و هفتگی یادگیری آن در بین یهودیان هاردی رایج است. یهودیان محافظه‌کار نیز به تلمود اهمیت زیادی می‌دهند؛ ولیکن آنان تلمود را به‌عنوان منبع برای شریعت یهود (هلاخا) قبول ندارند. در بین آنان، برای فهم هر قسمت باید آن را در شرایط زمانه تحلیل و بررسی کرد. یهودیان اصلاحگرا اهمیت کمتری نسبت به مطالعه تلمود قائل هستند، ولیکن آن را تدریس می‌کنند. آنان تلمود را به‌عنوان منبع قوانین قبول نداشته و آن را به‌صورت درس‌های اخلاقی و روحی می‌پذیرند. در میان یهودیان اصلاحگرا نگهداری و مطالعه تلمود اهمیت کمتری نسبت به تورات و عهد عتیق دارد.

### مطالعه در بین غیریهودیان
مطالعه تلمود تنها مختص به یهودیان نیست و توجه بسیاری دیگر را نیز جلب کرده است. بسیاری محققان مسیحی در گذر زمان به مطالعه تلمود پرداختند تا بتوانند متون دینی خود را بهتر متوجه شوند. تلمود دارای تفسیر در مورد بخش اول کتاب مقدس مسیحیان به نام عهد عتیق است و از این رو برای مسیحیان مهم است. همچنین تلمود دارای اشاراتی به عیسی مسیح و پیروانش است (ببینید :عیسی مسیح در تلمود). تلمود همچنین به فهم مسائل تاریخی در زمان انجیل نیز کمک می‌کند.
مردم کره جنوبی که سعی زیادی در تقلید از یهودیان برای رسیدن به مقام‌های بالا در علم دارند سعی زیادی در مطالعه متون یهودی می‌کنند. بسیاری خانواده‌های کره‌ای دارای ترجمه تلمود هستند که توسط والدین برای فرزندانشان خوانده می‌شود و در بعضی مدارس تلمود نیز تدریس می‌شود.

## انتقادات تلمود
تلمود در بین مسیحیان، مسلمانان، بی‌دینان و انسان‌گرایان دارای منتقدان فراوانی است. بسیاری انتقادات سبب درگیری‌های شدید بین یهودیان و غیریهودیان (جنتیلها) به‌صورت تاریخی شده است. مایکل رادکینسون در کتاب تاریخ تلمود خود از این انتقادات یاد می‌کند. افرادی نظیر نیکولاس دونین، یوهان پففرکورن، یوهان آندریاس آیزنمنگر، پیروان ژاکوب فرانک و آگوست رولینگ از تلمود انتقادات شدیدی کرده‌اند. بسیاری از این انتقادات از سوی افرادی مطرح می‌شود که دیدگاه‌های یهودستیزانه دارند که از این قبیل افرادی نظیر جاستیناس پرانایتیس، الیزابت دیلینگ، ویلیام لوتر پیرس و دیوید دوک هستند. منتقدان مسلمان، یهودی و بیدین نیز از تلمود وجود دارد.
معمولاً منتقدان تلمود دلایل زیر را دلیل انتقاد خود می‌دانند:
1. مطالب ضد مسیحی یا ضد غیر یهودی (ضد جنتیلی)،
2. مطالب عجیب و غیراخلاقی از نظر جنسی،
3. تحریف در متن کتاب خدا.

موافقان تلمود عقیده دارند که این انتقادات از دیدگاه‌های یهود ستیزانه ناشی شده و بخش‌های مورد ارجاع خارج از متن بررسی شده‌اند.

### در قرون وسطا
معمولاً تاریخ تلمود با تاریخ جنبش‌های ضدیهودی عجین شده است. در زمانی که اولین نسخه‌های تلمود چاپ شد، امپراتور جاستینین دستور داد از دوگانه‌سازی عهد عتیق جلوگیری شود. این دستور توسط مسیحیان همراه با تفکرات ضدیهودی با شدت اجرا شده و سر آغاز انتقادات علیه تلمود شد. در همین زمان در فرانسه، مطالعه تلمود با شدت زیادی دنبال می‌شد.
نخستین انتقادات نسبت به تلمود از طرف نیکولاس دونین که یک یهودی‌زاده بود که به دین مسیحی گرویده بود مطرح شد. این انتقادات باعث درگیری‌های علنی بین مسیحیان و یهودیان شده و مسیحیان نسخه‌های تلمود را در پاریس در سال ۱۲۴۲ میلادی در آتش سوزاندند.
همچنین در سال ۱۲۶۳ بحث مشابهی بین خاخام نهمانیدس و یهودی‌زاده دیگری به نام پابلو کریستیانی که به مسیحیت گرویده بود در اسپانیا منجر به سانسور بخش‌هایی از تلمود شد.
در سال ۱۴۱۳، جرونیمو سانتافه تلمود را مقصر شناخت و اعلام کرد که لغاتی که در مورد کافران در تلمود مورد استفاده است خطاب به مسیحیان است؛ ولیکن خاخام‌های یهودی اعلام کردند که در نظر آنان مسیحیان گمراه هستند ولیکن با کافران متفاوت می‌باشند.
در سال ۱۴۱۵، پاپ بندیکت سیزدهم در فرمانی خواندن تلمود را برای یهودیان ممنوع اعلام کرد و دستور داد تمام نسخه‌های موجود از آن نابود شوند.
بعد از چاپ اولین نسخه تلمود به‌دست دانیل بومبرگ، واتیکان که ابتدا اجازه چاپ آن را داده بود، آن را ممنوع اعلام کرد و دستور به نابودی نسخه‌های آن داد. در سال ۱۵۵۳ نسخه‌های زیادی از تلمود گردآوری شده و در رُم در آتش سوزانده شد.
در نسخه بازل تلمود که در سال ۱۵۷۸ چاپ شد، تمامی قسمت عبودا زارا و کل مطالبی که علیه مسیحیت بود سانسور شد. پاپ گرگوری سیزدهم و کلمنت هشتم نیز به مخالفت شدید با تلمود برخاستند. با گسترش مطالعه تلمود در لهستان، مخالفت‌های بسیاری نیز در لهستان علیه تلمود شکل گرفت. به‌طور مثال، در سال ۱۷۵۷، در دادگاه فرانکیها (پیروان ژاکوب فرانک) تمام نسخه‌های تلمود را نیز سوزاند.

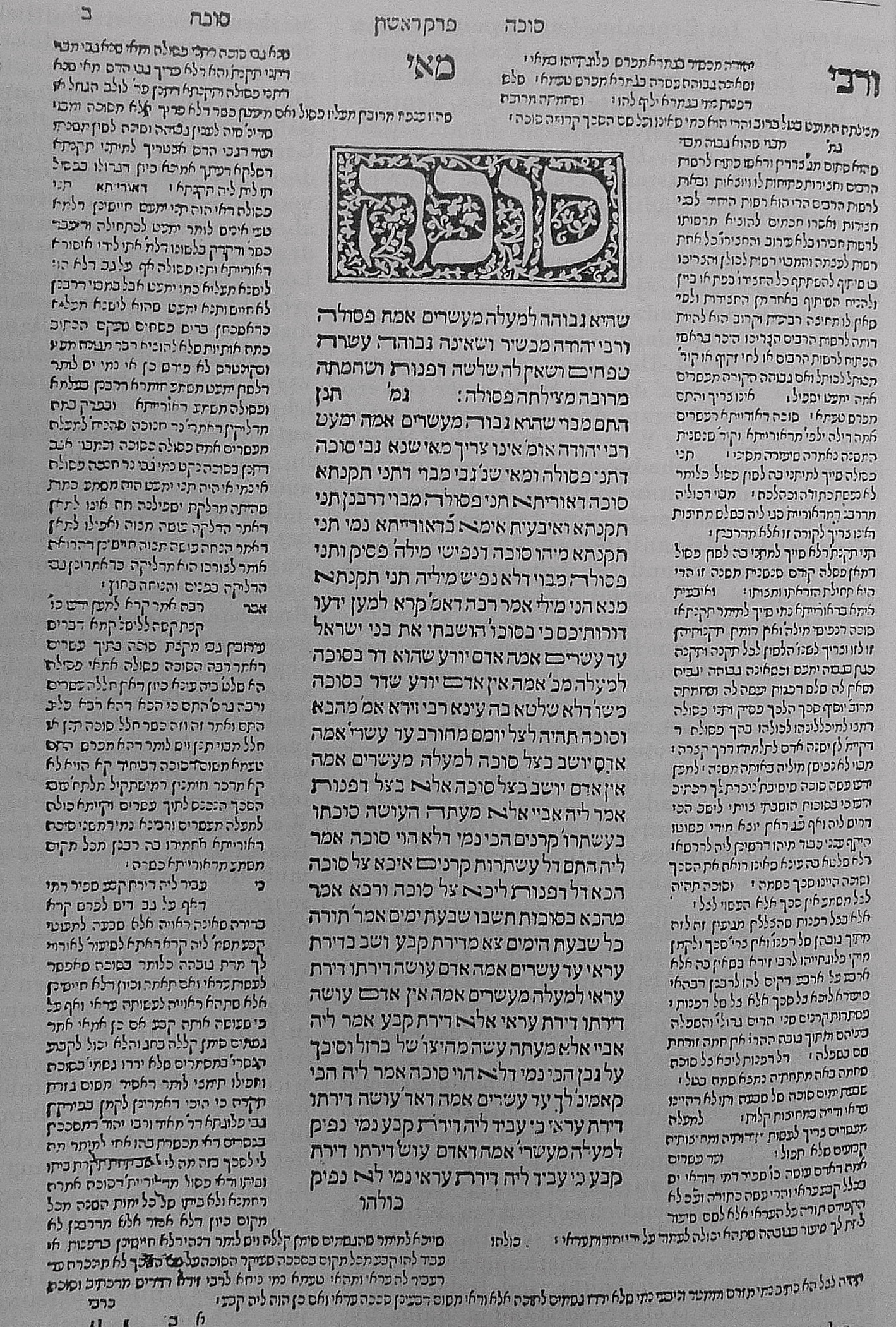
یک صفحه از نسخهٔ بامبرگ تلمود که به‌صورت سنتی چاپ شده است.

### در قرن نوزدهم
نسخه ویلنای تلمود از سوی دولت روسیه به شدت سانسور شد. بیشتر نسخه‌های امروزی تلمود بر پایه نسخه ویلنا بوده و از این رو دارای سانسور بخش‌های بحث‌برانگیز آن هستند. با اینکه بخش‌های سانسور شده مدت زیادی در دسترسی نبودند، نسخه‌های اندکی از آن‌ها وجود دارند. بعضی نسخه‌های امروزی دارای تمام یا قسمتی از این بخش‌های سانسورشده هستند.
در سال ۱۸۳۰ یک سردار فرانسوی اعلام کرد که نمی‌تواند یهودیان را به خاطر رد کردن عیسی مسیح و علاقه به مطالعه تلمود ببخشد. در همین زمان نخستین ترجمه تلمود به زبان فرانسه چاپ شد که خشم بسیاری از مسیحیان را برانگیخت. در این زمان مخالفان یهودیان اصرار زیادی به ترجمه تلمود داشتند. از این زمان اصطلاح یهودیان تلمودی در بین مخالفان یهودیان رایج شد.
در این زمان کتاب‌های ضد تلمودی نظیر تلمود بدون نقاب به‌دست جاستینیاس پرانایتیس در سال ۱۸۹۲ و توطئه علیه مسیحیت نوشته الیزابت دیلینگ در سال ۱۹۶۴ چاپ شد.

### در زمان امروزی
انتقادات از تلمود در فضای مجازی فراوان است. جستجوی تلمود در اینترنت به صفحات بیشماری دربارهٔ بخش‌های بحث‌برانگیز تلمود منجر می‌شود. بیشتر این انتقادات حول بحث‌هایی در مورد مخالفت تلمود با مسیحیان، اتهام جادوگر بودن به عیسی مسیح (... ،b Sanh 43a-b) و مجازات سوزانده شدن در مدفوع داغ در جهنم برای او (... ،b Git 56b, 57a)، اتهام هرزگی به مریم مادر عیسی (... ،b Sanhedrin 67a) و قسمت‌های ضد جنتایلی (ضد غیر یهودی) (... b Sanhedrin 57a) در تلمود است.
محمدرضا رحیمی، معاون اول رئیس‌جمهوری ایران، کتاب «تلمود» را متهم کرده که «بانی گسترش مواد مخدر در سطح جهان» است؛ اظهاراتی که با انتقاد سازمان ملل و دیگر نهادها روبه‌رو شده است.
اتحادیه ضد افترا (Anti-Defamation League) اعتقاد دارد که بیشتر منتقدان تلمود آن را در خارج از متن مورد بررسی قرار می‌دهند.

### بخش‌های اصلی مورد انتقاد
از قرون وسطا و آشنا شدن مسیحیانی که عبری یاد گرفته بودند با تلمود یا اطلاعاتی که یهودیان مسیحی شده به مسیحیان دادند انتقادهای زیادی از محتوای تلمود صورت گرفت. معمولاً چهار اتهام اصلی به تلمود عبارت بودند از:
- در تلمود، غیریهودیان (جنتیل‌ها) خارج از نژاد انسان‌ها بوده و وضعیتی در سطح حیوانات دارند.
- تعلیم تلمود به غیریهودیان (جنتیل‌ها) ممنوع است و مجازات آن مرگ می‌باشد.
- یهودیان قسم به جنگ دائمی با مسیحیان نموده‌اند.
- یهودیان هر روز از خداوند تشکر می‌کنند که آن‌ها را جنتیل نیافریده است.

بسیاری از این اتهام‌ها هنوز هم رایج می‌باشند.
اولین اتهام مربوط به بخشی کریتوت ۶ب و یباموت ۶۱ الف است که می‌گوید: «شما آدم هستید و ملت‌های دیگر دنیا (جنتیلها) آدم نیستند». بر اساس تلمود اعتقاد بر این است که آدم تنها به کسی گفته می‌شود که از نسل اسرائیل باشد و قوانین تورات را رعایت کند.
اتهام دوم مربوط به بخش سنهدرین ۵۹ الف است که در آن گفته شده است: «یک گوئیم (جنتیل) که تورات را بخواند و یهودی که به او کمک کند باید کشته شوند.» معمولاً مدافعان تلمود معتقدند که چون تورات به هفتاد ملت پیش از اسرائیل عرضه شد و هیچ‌یک آن را قبول نکردند آن‌ها نباید محتوای آن را بدانند.
اتهام سوم بر پایه بخشی از تلمود است که اظهار می‌کند: «این یک قانون مشخص است، عیسو از یعقوب متنفر است.» عیسو معمولاً در تلمود معادل جنتیل‌ها یا روم در نظر گرفته می‌شود. از این رو روم (مسیحیان) از یهودیان متنفر هستند.
اتهام چهارم بر پایه دعای روزانه یهودیان چلو آسانی گوی (خدایی که مرا جنتیل نیافرید) در زمانی نوشته شده است که جنتیل بودن و بت‌پرست بودن معادل یکدیگر بودند. یک ربی در توضیح این مسئله نوشته است: «ما سپاسگزاریم که خدا ما را آگاه کرد که ما برخلاف جنتیل‌ها خدای واقعی و نه بت‌ها را بپرستیم. یهودی بودن به ذات از جنتیل بودن برتر است، ولیکن ما برتری توحید بر بت‌پرستی را نیز قبول داریم.»

### اتهام به عیسی و مادرش مریم
یکی از انتقادات مهم نسبت به تلمود اشارات بسیار منفی نسبت به عیسی مسیح و مادر او است. بعضی اعتقاد دارند که اشاره به فردی به نام یشوع ناصری در تلمود اشاره به عیسی مسیح است. در این داستان یشوع ناصری فردی جادوگر است که تلاش می‌کند اسرائیل را به بت‌پرستی بکشاند. او به دلیل این جادوگری در عصر عید پسح اعدام می‌شود. تلمود اشاره می‌کند که یشوع ناصری به دلیل این گناه در مدفوع داغ در دنیای بعد از این سوزانده می‌شود.
در نسخه تلمود یشوع ناصری زنازاده از سربازی رومی به نام پاندرا است. در تلمود به مریم مادر او به‌عنوان زنی آرایشگر که هرزگی می‌کرده است و به شوهر خود خیانت کرده است اشاره شده است.
این بخش‌ها، به‌دفعات توسط پاپ‌ها، مسیحیان و یهودیان مسیحی شده برای توجیه حمله به یهودیان استفاده شده است. معمولاً خاخام‌های یهودی در دفاع بیان کرده‌اند که یشوع نامی رایج در بین یهودیان بوده است و این بخش‌ها لزوماً به عیسی اشاره نمی‌کند. این بخش یکی از بخش‌های مهم سانسور شده در نسخه‌های مختلف تلمود است.

### مطالب ضدجنتیلی
به دلیل درگیری‌های شدید بین یهودیان و جنتیل‌ها در زمان نوشتن تلمود، بعضی خاخام‌های یهودی دارای دید به شدت منفی نسبت به غیریهودیان (جنتیلها) بودند. از این رو مطالبی در دشمنی شدید با غیریهودیان (جنتیلها) در تلمود وجود دارد. این بخش‌ها معمولاً توسط یهودستیزان برای توجیه حمله به یهودیان در گذر تاریخ به‌کرات مورد استفاده قرار گرفته است. حال آنکه موافقان تلمود اعتقاد دارند این مطالب به دلیل فشار بیش از حد یهودستیزی و دید شخصی این خاخام‌ها بوده است و دید یهودیت به‌صورت کلی را نسبت به غیریهودیان بیان نمی‌کند.
به‌طور مثال، الیزر هیرکانوس ذکر می‌کند که ذهن هر جنتیل به‌صورت طبیعی به بت‌پرستی تمایل دارد. گوسفندی که از آنان خریداری شود برای قربانی کردن مناسب نیست. او اعتقاد داشته است که جنتیل‌ها تنها به این دلیل صدقه می‌دهند که برای خود نامی بسازند. او همچنین اعتقاد داشت که جنتیل‌ها در دنیای بعد از این هیچ نقشی ندارند. یهودستیزی و فشاری که توسط رومی‌ها در زمان او اعمال می‌شد ممکن است در شکل‌گیری عقاید او نقش داشته بوده باشد. بعضی خاخام‌های دیگر نظیر یوشع حنانیه اعتقاد داشتند که در بین جنتیل‌ها نیز افراد صالح یافت می‌شود که در دنیای بعد از این نقش دارند. او اعتقاد داشته است که در زمان مسیحایی تمامی جنتیل‌ها نیز موحد خواهند شد. الیزر مودیم اعتقاد داشته است که قوم اسرائیل با اینکه دارای گناهان مشابهی با جنتیل‌ها باشد به جهنم برده نخواهد شد درحالی‌که جنتیل‌ها به جهنم برده خواهند شد. الیزر بن ازریا ذکر کرده است که هر نوع قضاوتی که توسط دادگاه‌های جنتیل‌ها انجام شود در مورد یهودیان فاقد اعتبار است. اشماعیل بن الیشا ذکر کرده است که برای محافظت از یهودیان او از قوانین جنتیل یا یهودی برای سود رساندن به فرد یهودی تبعیت خواهد کرد. نامورترین حاخام جنتیل‌ستیز شمعون بار یوحای است. معمولاً نوشتار او در مورد اینکه "بهترین جنتیل‌ها باید کشته شوند" توسط یهودستیزان مورد استفاده قرار می‌گیرد؛ ولیکن این سخن با توجه به زندگی او در آن زمان باید مورد توجه قرار گیرد. از این رو بعضی یهودیان در نسخ بعدی نوشتار او جمله وی را "با بهترین مصریان باید کشته شود" جایگزین کردند. شمعون بار یوحای برای تأیید سخن خود دلیل اینکه "بهترین مارها باید از بین بروند" را میاورد. شمعون بار یوحای معتقد است که در بین ملت‌های دنیا تنها اسرائیل لیاقت دریافت کردن قانون الهی (تورات) را داشته است. یهودا بن ایلای سفارش می‌کند که دعای "تو را ستایش می‌کنم… تویی که من را جنتیل نیافریدی" هر روز خوانده شود. براساس نظر وی جنتیل‌ها نسخ تورات را دریافت کردند ولی حاضر به پیروی از آن نشدند.
شمعون بن گمالیل اعتقاد دارد که در مجازات جنتیل‌ها توسط قانون باید بسیار سختگیری اعمال شود. یوسیا ذکر کرده است که هر جنتیل بت‌پرست دشمن اسرائیل است.
یوناتان ذکر می‌کند که خورشید و ماه گرفتگی نشانه بدی برای جنتیل‌ها هستند. حنانیا آکابیا ذکر می‌کند که ریختن خون جنتیل در دادگاه انسانی مورد قضاوت قرار نمی‌گیرد ولیکن در دادگاه الهی مورد قضاوت قرار خواهد گرفت. شمعون بن الیزر ذکر می‌کند که یهودیان و جنتیل‌ها نباید با یکدیگر معاشرت کنند.
تلمود ذکر می‌کند که جنتیل‌ها قابل اعتماد نبوده و نباید به‌عنوان شاهد مورد استفاده قرار گیرند. تلمود ذکر می‌کند که قوانین تورات نباید به جنتیل‌ها یاد داده شوند، زیرا ممکن است آن‌ها از این قوانین در دادگاه علیه یهودیان استفاده کنند.

## برگردان‌ها
پنج ترجمه امروزی از تلمود به زبان انگلیسی وجود دارد:
- تلمود نسخه اشتاینسالتز، این نسخه ترجمه انگلیسی ترجمه خاخام اشتاینسالتز است و کامل نیست.
- نسخه شوتنستاین، در این نسخه ترجمه انگلیسی و عبری/آرامی روبروی هم قرار گرفته است. هر صفحه عبری یا آرامی به چندین صفحه ترجمه انگلیسی نیاز دارد.
- نسخه سونسینو، توسط ایسیدور اپشتاین، این نسخه نیز دارای ترجمه انگلیسی و متن عبری یا آرامی است. این نسخه بر روی دیسک نیز وجود دارد.
- تلمود بابِلی: ترجمه آمریکایی، جاکوب نویسنر.
- تلمود بابِلی توسط مایکل رادکینسون، این نسخه ناقص است و دارای تمامی بخش‌ها نیست. ترجمهٔ سونسینو کاملتر است؛ ولیکن این نسخه معمولاً در اینترنت مورد استفاده قرار می‌گیرد، زیرا به‌دلیل قوانین حقوق پدیدآورنده این نسخه تنها نسخهٔ مجانی قابل دسترس در اینترنت است.[۱]

## در جهان اسلام

### در اوایل اسلام
با استقرار خلافت عباسی در بغداد، در قرن دوم هجری، نقش بزرگان علمای دینی یهود به‌حدی برجسته شد که آنان موفق شدند مرجعیت تلمود بابلی را بر تلمود اورشلیمی، در اروپا نیز رسمیت بخشند. میدراش‌ها و آکادمی‌های بابل بقدری رونق یافت که بسیاری از دانش‌آموختگان از آکادمی‌های اسپانیا، پرووانس، ایتالیا، شمال آفریقا و امپراتوری روم شرقی به این میدراش‌ها مهاجرت کردند.
بنا بر گزارش‌های موجود در منابع اسلامی، مسلمانان از وجود کتاب مقدّسی جز تورات نزد یهودیان آگاهی اجمالی داشته و آن را با نام المَثْناة، به‌معنای تکرار و نسخهٔ دوم، می‌شناخته‌اند.
قاسم بن سلام هروی (درگذشتهٔ ۲۲۴) در غریب الحدیث (ج ۴، ص ۲۸۲) گزارش داده که از اهل علمی که کتاب‌های قدیمی (الکتب الاُوَل) را می‌شناخته و قرائت می‌کرده دربارهٔ المثناة پرسیده و او پاسخ داده است که احبار و رهبانان بنی اسرائیل پس از موسی آن‌گونه که می‌خواستند کتابی را در میان خود پدید آوردند که جز کتاب خداوند بود، پس آن را المثناة (احتمالاً مراد میشناه بوده) نامیدند و در آن هر آنچه را می‌خواستند برخلاف کتاب خدا حلال یا حرام کردند. براساس این اطلاع، ابوعبید به تحلیل سخنی از عبداللّه بن عَمْرو می‌پردازد مبنی بر اینکه نقل سخنان اهل کتاب و اتکا بدان روا نیست (کَرِهَ الأخذَ عَنْ اَهْلِ الکتاب). زَمَخْشَری (درگذشتهٔ ۵۳۸)
در الفائق فی (غریب الحدیث (حدیث‌های جعلی)) (ج ۱، ص ۱۷۸) ضمن نقل روایتی از ابن عمرو دربارهٔ «اَشراط الساعة *» می‌نویسد که وی خواندن المَثْناة را از نشانه‌های وقوع قیامت دانسته است.
صرف نظر از صحت و سقم این روایت و به‌ویژه به‌کارگیری واژهٔ «مثناة» در آن زمان، می‌توان دریافت که احتمالاً آگاهی اجمالی از وجود کتابی حاوی سنّت و احکام و شرایع یهود، جدا از کتاب مقدّس یهود، از همان ابتدای آشنایی مسلمانان با یهودیان وجود داشته است. در عین حال، ظاهراً تعدادی اندک از مسلمانان، آن هم به‌صورت بسیار محدود، از تفکیک میان «تورات مکتوب» و «تورات شفاهی»، با توجه به اینکه هر دو تورات خوانده می‌شدند، اطلاع داشته‌اند. در دوره‌های متأخر نیز این آگاهی اندک است.

### در زمان امروز
آیزنمنگر، محقق زبان‌های شرقی، در آلمان دو جلد کتاب در وهن تلمود نوشت که پایه و مبنای یکی از مهم‌ترین آثار علیه یهودیان در قرن نوزدهم شد. در این کتاب ضدیت با تلمود بسیار شدید بود. شهرت فراگیر مؤلف و کتابش سبب شد تا هم‌زمان سه ترجمه فرانسه از سه مترجم گوناگون از این کتاب در ۱۸۸۹ به چاپ برسد. این کتاب در جهت یهودستیزی نازی‌ها نقشی مهم داشت. چند سال بعد در ۱۸۹۹ این کتاب در قاهره به عربی ترجمه و چاپ شد (الکنزالمرصود فی قواعدالتلمود، ترجمة یوسف نصراللّه). این ترجمهٔ عربی مبنای آشنایی جهان معاصر اسلام، به ویژه کشورهای عربی، با تلمود شد.
گزیده‌ای فارسی از تلمود تألیف آبراهام کوهن، ترجمه از انگلیسی، موجود است (تهران ۱۳۵۰ ش؛ تجدید چاپ تهران ۱۳۸۲ ش). این کتاب که با نام گنجینه‌ای از تلمود، به چاپ رسیده است.